# 婚神星叢
婚神星叢(Juno clump)是在婚神星附近，可能是個小行星族的一些小行星。 

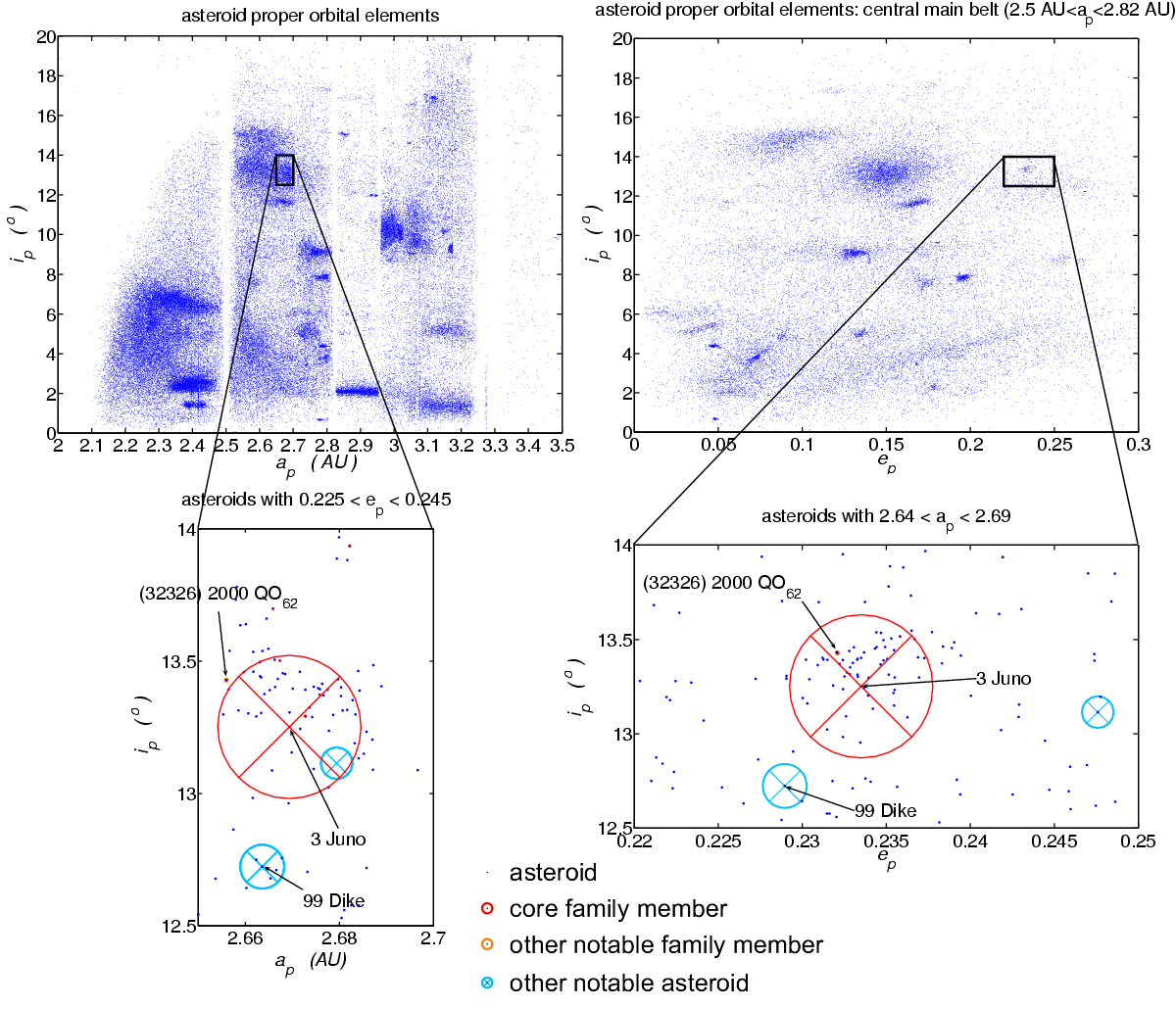
婚神星叢的位置和結構。

婚神星是一顆大的小行星，平均直徑大約235公里，但其餘成員的個體都很小。(32326) 2000 QO62，是在叢集中可見最大的一顆，直徑大約6公里，有著與婚神星相同的反照率。這表明它可能是遭到撞擊，從婚神星噴發出來的叢集成員。
依據Zappalà 在1995年所做的HCM分析，確定了幾個可能的核心成員，它們自身軌道要素的可能範圍列在下面： 
|     | ap      | ep    | ip    |
| --- | ------- | ----- | ----- |
| min | 2.64 AU | 0.226 | 13.3° |
| max | 2.68 AU | 0.240 | 13.9° |

以目前的曆元，核心元素吻切的軌道要素範圍如下：
|     | a       | e     | i     |
| --- | ------- | ----- | ----- |
| min | 2.64 AU | 0.238 | 11.8° |
| max | 2.68 AU | 0.274 | 14.6° |